# Luigi Taparelli d'Azeglio
Compléments
Philosophe social, Taparelli est un des fondateurs de la Civiltà Cattolica
Luigi Taparelli d'Azeglio, né le 24 novembre 1793 à Turin et décédé le 21 septembre 1862 à Rome, est un prêtre jésuite italien qui créa le terme de Justice sociale  et approfondit la notion de subsidiarité. Il fut le cofondateur de la revue La Civiltà Cattolica en 1850, auquel il contribue pendant 12 ans. Il s'intéresse particulièrement aux problèmes soulevés par la Révolution industrielle. Sa pensée sociale inspire le Pape Léon XIII dans la rédaction de son encyclique Rerum Novarum.
Son frère Massimo d'Azeglio fut un homme politique italien influent de cette même époque.

## Biographie
De son vrai prénom Prospero, Luigi Taparelli d'Azeglio naît dans une famille de la haute noblesse piémontaise. Son père est un haut fonctionnaire qui fut ambassadeur de Victor Emmanuel Ier de Sardaigne auprès du Saint-Siège. Du fait de l'invasion du Piémont par les armées napoléoniennes il fuit Turin avec sa famille et grandit en Toscane. Il fait ses études sous les piaristes à Sienne puis à Florence. En 1807 l'Italie tout entière est occupée par les armées françaises. Sa famille décide de rentrer à Turin, lui est obligé de partir pour Paris et d'intégrer l'école militaire de St Cyr. Désirant devenir prêtre il peut, grâce à l'intervention de l'archevêque de Turin, quitter l'école et rentrer en Italie.
En 1811 il entre au séminaire de Turin. Mais le 12 novembre 1814 il demande à entrer dans la Compagnie de Jésus à Rome, une Compagnie qui vient juste d'être refondée d'être restaurée par Léon XII. En 1818 il est ordonné prêtre et sa première mission est d'être recteur du collège royal de Navarre. En 1824 il est nommé recteur du Collège romain. Il participe alors à la réforme da la Ratio studiorum. En 1829 il est nommé provincial des jésuites de la province de Naples. À partir de 1833 il est en Sicile professeur de droit et confesseur. A cette occasion il publie une étude sur le droit naturel.
En 1848 il est en Sicile lorsque des mouvements sociaux éclatent. Il soutient indirectement la révolte ce qui lui vaut d'être arrêté et de devoir quitter l'île. Après un temps d'errence qui le conduit à se réfugier à Turin et à Marseilles, en 1850 il rentre à Naples où il participe cette fois-ci avec Carlo Maria Curci et Matteo Liberatore à la fondation de la revue La Civiltà Cattolica. Il accompagne le déménagement de la revue à Rome. C'est dans cette ville qu'il meurt en 1862.

## Partisan d'un néothomisme
Taparelli part du constat que la pensée subjectiviste d'un René Descartes a provoqué des erreurs dans le domaine moral et politique : Pour lui, la diversité des réflexions entamées sur les sciences naturelles est restée sans effet sur elles, a embrouillé des idées métaphysiques à propos de l'humanité et de la société et peut conduire au chaos social. Il fait valoir que -dans le contexte des grands changements sociaux apparus au début du XIXe siècle en Europe - l'Église Catholique - qui a principalement mis en avant les pratiques évangéliques par le biais des associations charitables - n'a pas développé de vision philosophique claire sur le sujet, ce qui cause une grande confusion, perceptible tant dans la hiérarchie que chez les laïcs.
Taparelli entreprend d'appliquer les méthodes thomistes. De fait, après les révolutions sociales de 1848, l'Église Catholique va entrer dans le débat qui fait rage entre les Libéraux capitalistes partisans du « Laisser-faire » et les Socialistes « interventionnistes ».

## Partisan de la subsidiarité
En 1850 un groupe de jésuites de Naples dont Taparelli et Carlo Maria Curci fondent La Civiltà Cattolica. L'initiative est immédiatement approuvée par Pie IX, malgré les réticentes du Supérieur général des Jésuites. À ce titre, il dénonce plusieurs tendances qui sapent l'unité sociale comme : la séparation de la morale d'avec la Loi positive, l'esprit hétérodoxe caractérisé par une liberté de conscience illimitée.
Il milite en faveur d'une société intégrant la notion de subsidiarité : La société n'est pas un bloc monolithique d'individus, mais un regroupement de diverses sous-sociétés auxquelles appartiennent les personnes. Chaque niveau social a par conséquent tout à la fois des droits et des devoirs qui doivent être reconnus et encouragés. Tous les niveaux de la société sont donc amenés à collaborer de façon rationnelle et non pas à entrer en compétition ou en conflit.

## Écrits
- Saggio teoretico di diritto naturale appoggiato sul fatto (5 vol.), Palermo, 1840-1843.
- Corso elementare del natural diritto ad uso delle scuole, Napoli, 1843.
- Della nazionalità, Genova, 1847.
- Esame critico degli ordini rappresentativi nella società moderna (2 vol.), Roma, 1854.
- Carteggi del P. Luigi Taparelli d'Azeglio della Compagnia di Gesù (ed. P. Pirri), Torino, 1932.
- Essai sur les principes philosophiques de l'économie politique (ed. R. Jacquin), París, 1943.